# Sjogerstad-Rådene distrikt
Sjogerstad-Rådene distrikt är ett distrikt i Skövde kommun och Västra Götalands län. 
Distriktet ligger sydväst om Skövde. 

## Tidigare administrativ tillhörighet
Distriktet inrättades 2016 och utgörs av socknarna Sjogerstad och Rådene i Skövde kommun.
Området motsvarar den omfattning Sjogerstad-Rådene församling hade 1999/2000 och fick 1992 när socknarnas församlingar slogs samman.